# Keith Gumbs
Keith “Kayamba” Gumbs (Basseterre, San Cristóbal y Nieves; 11 de septiembre de 1972) es un exfutbolista sancristobaleño que jugaba como delantero.

## Clubes
| Club              | País                   | Año         |
| ----------------- | ---------------------- | ----------- |
| Newtown United    | San Cristóbal y Nieves | 1989 - 1995 |
| FC Twente         | Países Bajos           | 1996        |
| Newtown United    | San Cristóbal y Nieves | 1996 - 1997 |
| Oldham Athletic   | Inglaterra             | 1998        |
| FC Felgueiras     | Portugal               | 1998        |
| Panionios NFC     | Grecia                 | 1999        |
| Sturm Graz        | Austria                | 1999        |
| Hull City         | Inglaterra             | 1999        |
| San Juan Jabloteh | Trinidad y Tobago      | 2000 - 2001 |
| Palmeiras         | Brasil                 | 2001        |
| Happy Valley AA   | Hong Kong              | 2001 - 2003 |
| Sabah FA          | Malasia                | 2003 - 2004 |
| Kitchee SC        | Hong Kong              | 2004 - 2007 |
| Sriwijaya FC      | Indonesia              | 2007 - 2012 |
| Arema Malang      | Indonesia              | 2012 – 2013 |

## Selección nacional
Es el máximo artillero de la selección de San Cristóbal y Nieves con 47 realizaciones en 131 partidos, aunque no todos esos encuentros son considerados oficiales. Disputó cuatro eliminatorias mundialistas con su país (1998, 2002, 2006 y 2014), jugando un total de 17 partidos, anotando 7 goles. Se retiró después de las clasificatorias a Brasil 2014.